# Корреа, Рубен
Рубен Давид Корреа Монтенегро (исп. Rubén David Correa Montenegro; род. 25 июля 1941, Лима) — перуанский футболист, вратарь.

## Карьера

### Клубная карьера
Во взрослом футболе дебютировал в 1961 году в клубе «Дефенсор Лима», в котором играл на протяжении трёх сезонов.
В 1963 году перешёл в клуб «Университарио», где провёл большую часть своей карьеры. Всего за клуб отыграл восемь сезонов. За это время вместе с командой четырежды становился чемпионом Перу.
В 1971 году вернулся в клуб «Дефенсор Лима», в котором провёл один сезон. Завершил карьеру футболиста в 1972 году.

### Карьера в сборной
28 июля 1967 года дебютировал в официальных матчах в составе национальной сборной Перу в товарищеском матче против Уругвая.
В составе сборной был участником чемпионата мира 1970 года в Мексике, но на поле ни разу не выходил. В последний раз в составе национальной команды выходил на поле 24 февраля 1970 года в товарищеском матче против сборной Болгарии.
Всего в составе сборной принял участие в четырёх матчах.

## Достижения
«Университарио»
- Чемпион Перу: 1966, 1967, 1969, 1971